# Сафоново (город)
Сафо́ново — город в России, административный центр Сафоновского района Смоленской области.
Численность населения — 37 055 чел. (2024).

## Этимология
Деревня Сафоново упоминается с середины XIX века. По оценке Е. М. Поспелова, название от Сафон — разговорной формы календарного личного имени Сафоний.

## География
Сафоново расположен на железнодорожной магистрали Москва — Брест в 102 км к востоку от Смоленска и в 300 км к западу от Москвы.
Через город проходит автодорога М1 «Беларусь», расстояние до Смоленска — 97 км, до МКАД — 280 км.
Через город протекает река Вопец, бассейн Днепра.

## История
Определяющую роль для развития района и города сыграло строительство Московско-Брестской железной дороги. 20 сентября (2 октября по новому стилю) 1870 года из Москвы в Смоленск проследовал первый поезд. На сафоновской земле появилась крупная железнодорожная станция, получившая своё название по ближайшему городу Дорогобужу — станция Дорогобуж. Её возведение стало основой для возникновения в будущем города Сафонова. Одновременно со станцией Дорогобуж возник пристанционный посёлок.

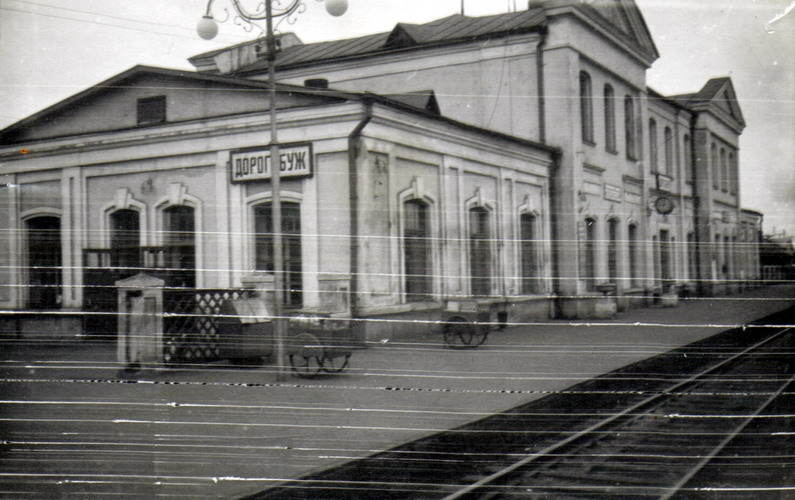
Железнодорожная станция Сафоново

1 октября 1929 года был образован Сафоновский район. Основой его стала Сафоновская волость Дорогобужского уезда, от её названия возникло название района. Центром Сафоновского района сделали посёлок при железнодорожной станции Дорогобуж. Деревня Сафоново, бывший волостной центр, находилась в 10 км от станции. Местоположение районного центра оказалось совсем не связано с деревней Сафоново, давшей название району и будущему городу. Этот топонимический парадокс сохранялся до 7 октября 1938 года, когда пристанционный посёлок получил статус рабочего посёлка и название Сафоново.
В конце 1940-х годов началось бурное промышленное развитие района, основанное на широкомасштабной разработке месторождений бурого угля. В 1948 году Совет Министров СССР принял постановление о создании топливно-энергетической базы для северо-западного экономического района страны. Было принято решение о строительстве шахт в районе станции Сафоново. Всего намечалось построить 28 шахт.
25 декабря 1952 года горняки шахты № 1, получившей название «Смоленская», выдали на-гора первые тонны угля. Так началась короткая, но принципиально важная для города эпоха большого угля на Смоленщине. К 1957 году было построено 8 шахт.
Строительство шахт привело к быстрому развитию рабочего посёлка Сафоново. В короткое время он вырос в настоящий город, 8 апреля 1952 года Сафонову официально был присвоен статус города областного подчинения. Это событие стало важнейшей вехой в истории края — начался этап развития городской цивилизации. Рождение и стремительный рост города связаны с созидательным трудом треста «Дорогобужшахтстрой», созданного в 1949 г. (позднее «Дорогобужхимстрой»). Строители треста возвели в Сафонове шахты, заводы, жилые дома. Кроме этого, большое промышленное и жилищное строительство велось в Дорогобуже, Верхнеднепровском, Вязьме и других городах Смоленщины.
К концу 1950-х годов выяснилось, что при оценке перспектив промышленной разработки Сафоновского месторождения бурого угля допущены просчёты. В результате было принято решение на базе закрывающихся шахт создавать промышленные предприятия. Это стало началом истории ведущих предприятий города.
В 1960 году были основаны Сафоновский электромашиностроительный завод, заводы «Теплоконтроль» и «Гидрометприбор». В Сафонове также получила развитие лёгкая и пищевая промышленность.
В 1961 году открылась швейная фабрика «Орёл».
В 1962 году был основан Сафоновский завод пластмасс (ныне — производственное объединение «Авангард»).
В 1964 году вошёл в строй действующих Сафоновский мясокомбинат (ныне — ОАО «Сафоновомясопродукт»).
В 1971 году был основан Сафоновский хлебокомбинат (прекратил свою работу в 2022 году).
В 1980 году на современной промышленной основе продолжил свою историю завод «Сафоновомолоко».
Разработка угольного месторождения сыграла выдающуюся историческую роль в судьбе не только Сафоновского края. Неперспективный сафоновский уголь дал перспективу индустриального развития сразу двух районов — Сафоновского и Дорогобужского. Благодаря добыче угля вырос город Сафоново, были построены его ведущие предприятия, возведена Дорогобужская ГРЭС, а вслед за ней — посёлок Верхнеднепровский и дорогобужские заводы.

## Население
| 1939    | 1959    | 1967    | 1970    | 1976    | 1979    | 1982    | 1986    | 1987    | 1989    | 1992    | 1996    |
| ------- | ------- | ------- | ------- | ------- | ------- | ------- | ------- | ------- | ------- | ------- | ------- |
| 3589    | ↗31 709 | ↗41 000 | ↗45 949 | ↗53 000 | ↘52 954 | ↗54 000 | ↗56 000 | →56 000 | ↗56 571 | ↘56 400 | ↘54 800 |
| 1998    | 2000    | 2001    | 2002    | 2003    | 2004    | 2005    | 2006    | 2007    | 2008    | 2009    | 2010    |
| ↘54 400 | ↘52 600 | ↘51 800 | ↘48 209 | ↘48 000 | ↘47 400 | ↘46 800 | ↘46 000 | ↘45 300 | ↘44 600 | ↘43 959 | ↘43 500 |
| 2011    | 2012    | 2013    | 2014    | 2015    | 2016    | 2017    | 2018    | 2019    | 2020    | 2021    | 2024    |
| ↗46 100 | ↘45 273 | ↘44 444 | ↘43 845 | ↘43 477 | ↘43 145 | ↘42 707 | ↘42 147 | ↘41 510 | ↘41 138 | ↘38 403 | ↘37 055 |

На 1 января 2025 года по численности населения город находился на 408-м месте из 1124 городов Российской Федерации.
Национальный состав

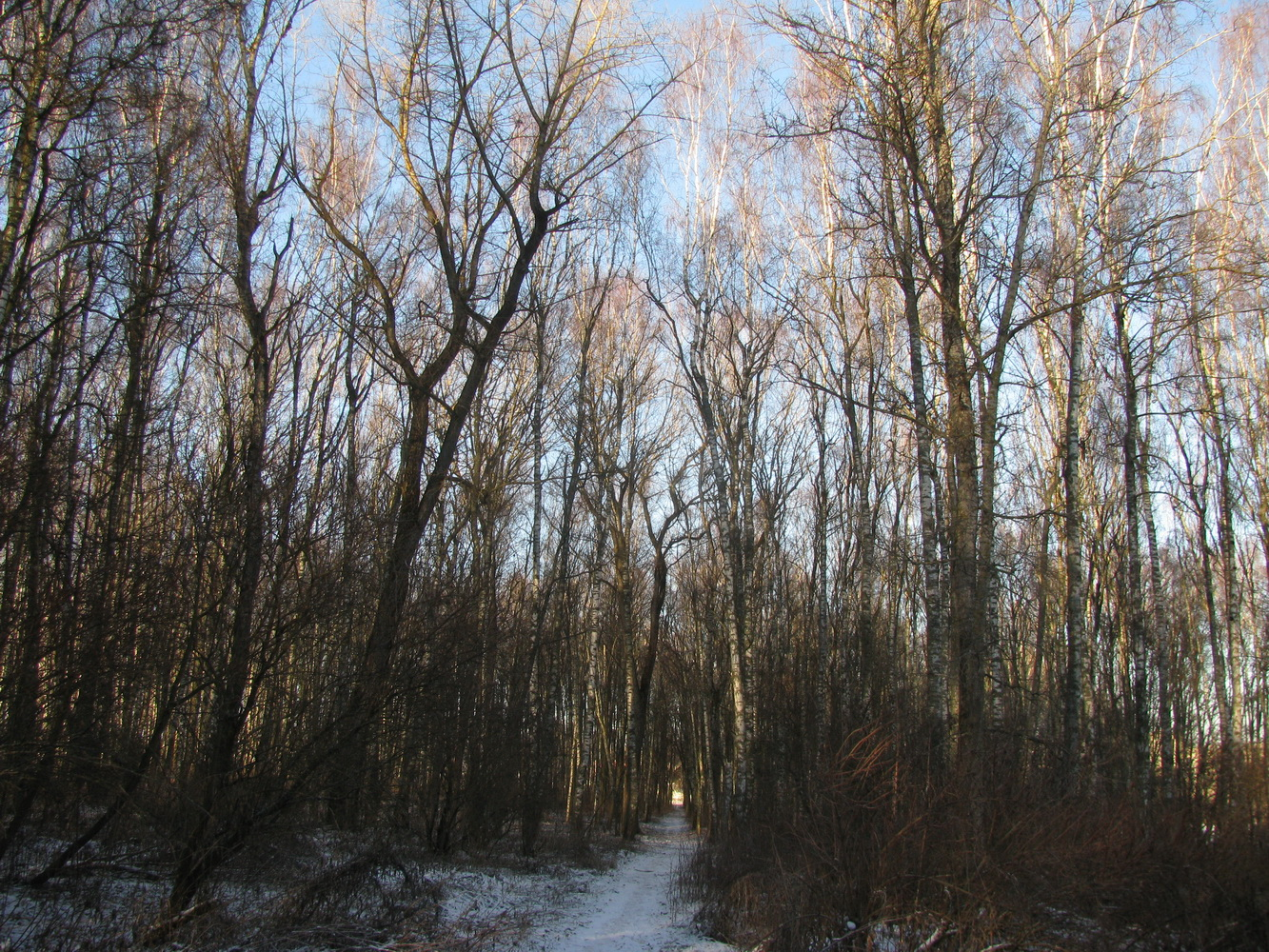

По итогам переписи населения 2020 года проживали следующие национальности (национальности менее 0,1 % и другое, см. в сноске к строке «Другие»):
| Национальность | Численность, чел. | Доля     |
| -------------- | ----------------- | -------- |
| Русские        | 31 048            | 80,85 %  |
| Цыгане         | 192               | 0,50 %   |
| Белорусы       | 119               | 0,31 %   |
| Украинцы       | 104               | 0,27 %   |
| Узбеки         | 97                | 0,25 %   |
| Армяне         | 80                | 0,21 %   |
| Таджики        | 48                | 0,12 %   |
| Другие         | 6715              | 17,49 %  |
| Итого          | 38 403            | 100,00 % |

## Промышленность
- ПАО «Сафоновский сельский строительный комбинат» — крупное предприятие Смоленской области по производству и реализации ЖБИ изделий и сопутствующих материалов (в 2015 планируется модернизация производства, для увеличения и расширения номенклатуры выпускаемых изделий)[31].
- ОАО «Сафоновомясопродукт» — крупное мясоперерабатывающее предприятие Смоленской области (60 т. мяса в смену, 7 т. колбасных изделий в смену)[32].
- Лесоперерабатывающий завод ООО «Форекс»
- Сафоновский электромашиностроительный завод — одно из старейших предприятий города, крупный российский производитель мощных (от 30 до 2000 кВт) электродвигателей и генераторов (с декабря 2003 года входит в концерн «Русэлпром»). В 1961 году начал работу завод с производства синхронных электрических машин. С 1976 году производит асинхронные двигатели, выпуск которых расширяется с каждым годом[33].
- ОАО «Теплоконтроль» — занимается производством и реализацией приборов контроля и регулирования технологических процессов, приборов для физических исследований, средств автоматизации и запасных частей к ним, приборов теплоснабжения, соединительных частей для трубопроводов, нестандартного оборудования, и т. д.
- Завод «Гидрометприбор» — производитель гидрометеорологических, геологических и приборов автоматики.
- В рамках завода пластмасс образовались:
  - АО «Авангард» — научно-производственный комплекс в области композиционных материалов, выпускает изделия из пластика, стекло- и углепластика;
  - ОАО «Полипласт» — производитель детских игровых и спортивных комплексов, обтекателей и др. продукции из пластмасс;
  - СП «Компитал» — производитель стеклопластиковых химически стойких ёмкостей для химической промышленности, нефтедобычи и нефтепереработки, других отраслей промышленности. Кроме химстойких ёмкостей производит из стеклопластика желоба, корпуса оборудования и другие изделия. Также производит стеклопластиковые облицовочные панели для железнодорожного транспорта, стеклопластиковые сиденья для стадионов;
  - «Колтек-спецреагенты» — производитель реагентов для нефтедобывающей и нефтеперерабатывающей промышленности;
  - Сафоновский филиал «Смолкабель»;
  - ООО «Иитек С» производство стеклопластиковых пултрузионных профилей и конструкций из стеклокомпозитов.
- Небольшой нефтеперерабатывающий завод мощностью 96 тысяч тонн в год газового конденсата (прямогонный бензин, печное и дизельное топливо).
- ЗАО «Сафоновохлеб» (входит в агропромышленную корпорацию «Стойленская Нива»).
- ООО «Роял Кейк» (предприятие пищевой промышленности).
- Сафоновский завод мобильных зданий.
- Кирпичный завод.
- Асфальтобетонный завод.

## Торговля
- «Магнит»
- «Дикси»
- «Пятёрочка»
- «Fix Price»
- «Доброцен»
- «Светофор»
- «Улей»

## Спорт
- Ледовый дворец
- Мотокросс в районе МРЭО
- 2 футбольных поля (Горный и Южный). 28 июня открыто футбольное поле с современным искусственным покрытием возле Ледовой арены[34].
- Лыжная база
- ДЮСШ
- Спортивный комплекс «САФОНОВСКИЙ»[35]

## Культура
- Дворец культуры
- Историко-краеведческий музей
- Центральная и детская библиотеки
- Дом школьника
- Дом творчества

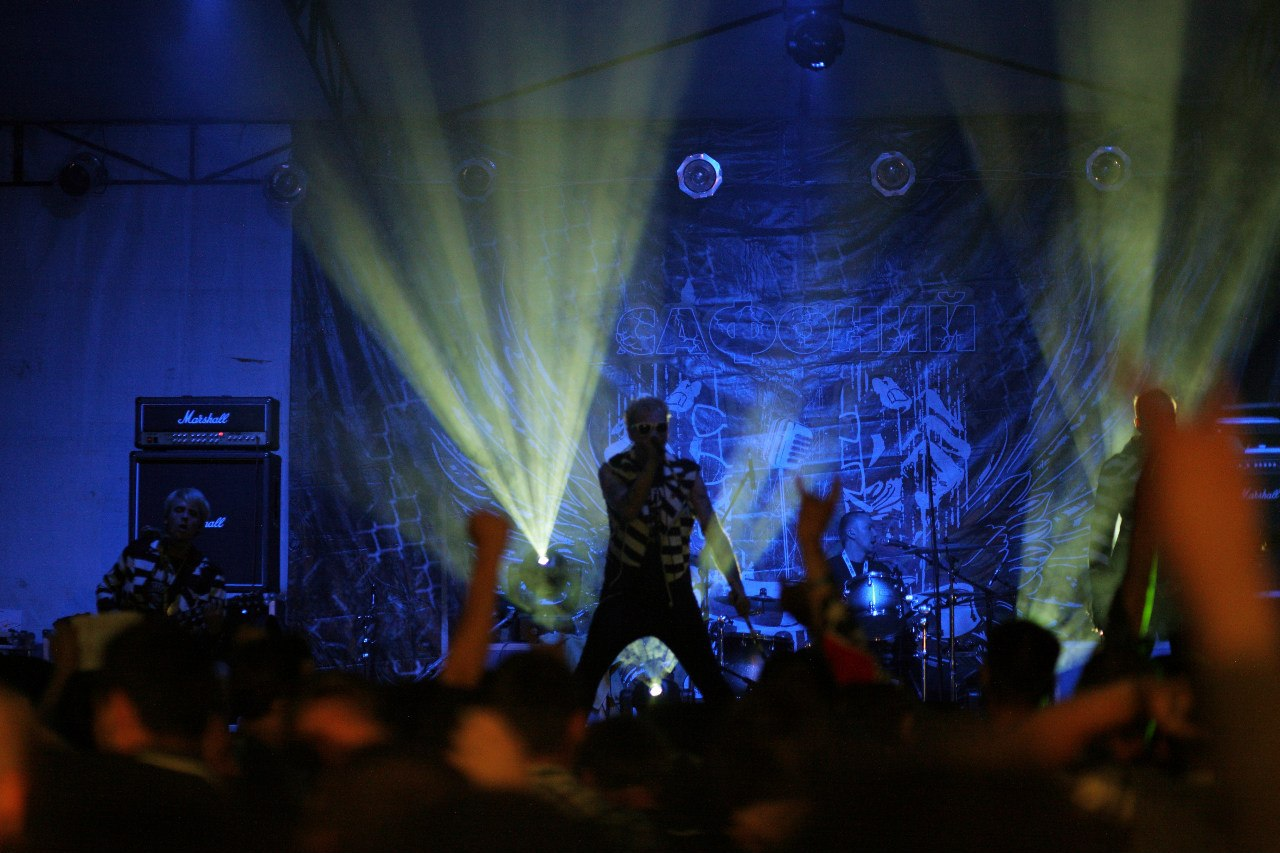
Сафоний 2011

- Музыкальная школа (ул. Строителей)
- ДЮХШ им. В. М. Кириллова
- Ежегодный Открытый Рок-Фестиваль «Сафоний» (с 2009 года)
- Фестиваль уличного творчества «Фонари» (2012—2015)

## СМИ
- Общественно-массовая газета «Сафоновская правда»
- ООО Телерадиостудия «Сафоново»
- «Радио-Сафоново»
- Интернет портал «Сафоновские Ведомости»
- Интернет-портал «SPUTNIK САФОНОВО»
- Также ранее с телевышек деревень Петрово, Алферово и Терентеево транслировались телеканалы Первый Канал, Россия 1 / ГТРК Смоленск, РЕН ТВ, Россия К, ТВ Центр, Матч ТВ и Пятый Канал.
- Ныне с вышеуказанных вышек вещает 2 мультиплекса цифрового ТВ (20 телеканалов и 3 радиостанции)
- Ведётся вещание 5 радиоканалов на FM-волнах (Радио Ваня, Европа Плюс, Радио для двоих, Авторадио, Радио Шансон)

## Образование
- Восемь общеобразовательных школ, одна гимназия; спортивная, художественная и две школы искусств
- Сафоновский филиал ОГБ ПОУ «Смоленская академия профессионального образования»
- Представительство Московского государственного индустриального университета
- Смоленский институт бизнеса и предпринимательства (филиал)
- Представительство Российского Государственного Социального Университета
- НОУ СПО техникум туризма, менеджмента и информационных технологий
- СОГБПОУ «Сафоновский индустриально-технологический техникум» (Лицей № 5)

## Транспорт
- Железнодорожное сообщение поездами дальнего следования со станциями участка Москва — Калининград[36].
- Движение электропоездов по участку Вязьма — Смоленск, и ответвлению на Владимирский Тупик[37].
- Автобусное сообщение с поселениями района, соседними районными центрами (рейсы в Дорогобуж, в Ельню, в Ярцево, в Вязьму)
- Автобусное сообщение с Москвой (от автовокзала. Архивировано из оригинала 26 декабря 2007 года. и Белорусского вокзала).
- В городе начинается региональная автомобильная дорога Р137 Сафоново (М1 «Беларусь») — Дорогобуж — Ельня — Рославль (А101).
- Грузовая железнодорожная ветка на Верхнеднепровский, ряд подъездных путей к предприятиям города и шахтам.

Внутригородской общественный транспорт представлен следующими маршрутками:
- № 1 — от завода ГМП до Красноармейской улицы
- № 2 — от пл. Тухачевского до з-да Теплоконтроль
- № 3 — от ЦРБ до нефтебазы
- № 3Б — от Первой Шахты до Бабахинского кладбища
- № 3Д — от Горгаза до МРЭО
- № 3М — от ЦРБ до д. Мишенино
- № 5 — от районной подстанции до Южного посёлка
- № 6 — от а к № 1799 до поворота к подстанции
- № 7 — от Красноармейской улицы до центра реабилитации
- № 9 — от микрорайона № 1 до школы интернат (д. Клинка)
- № 10 — от микрорайона МЖК до МРЭО

## Связь
В городе работают 6 сотовых операторов стандарта GSM:
- Yota
- Теле2
- МегаФон
- МТС
- Билайн
- Энфорта

В сентябре 2009 МегаФон, а 31 декабря 2010 года также Билайн и МТС запустили в городе сеть третьего поколения стандарта UMTS 2100.
С июля 2017 года на территории Сафоново действует сеть 4G LTE, от МТС, Билайн, МегаФон, Yota и Теле2

## Интернет
В сфере предоставления доступа в Интернет в Сафоново выделяются[кем?] следующие интернет-провайдеры:
- НЕТКОМ (ООО «НЕТКОМ-Е»)- интернет по технологиям FTTB, Wi-Fi, Wi-MAX.
- ТТК (ЗАО "Компания ТрансТелеКом)— интернет по технологиям FTTB.
- МТС (ОАО «Мобильные ТелеСистемы») — интернет по технологиям FTTB,3G, EDGE, GPRS, GSM.
- Билайн (ОАО «Вымпел-Коммуникации») — интернет по технологиям FTTB, 3G, EDGE, GPRS, GSM, 4G LTE .
- ТЕЛЕ2 — 3G, EDGE, GPRS, GSM, 4G LTE .

## Религия
- Храм Рождества Христова (переоборудованное здание кинотеатра «Шахтёр»[38])
- Храм святого князя Владимира (1906, арх. В. Г. Залесский)
- Церковь Христиан веры евангельской (пятидесятники) (бывшее здание комбината технического обслуживания)
- Дом молитвы евангельских христиан-баптистов
- Дом молитвы адвентистов седьмого дня

## Фотографии

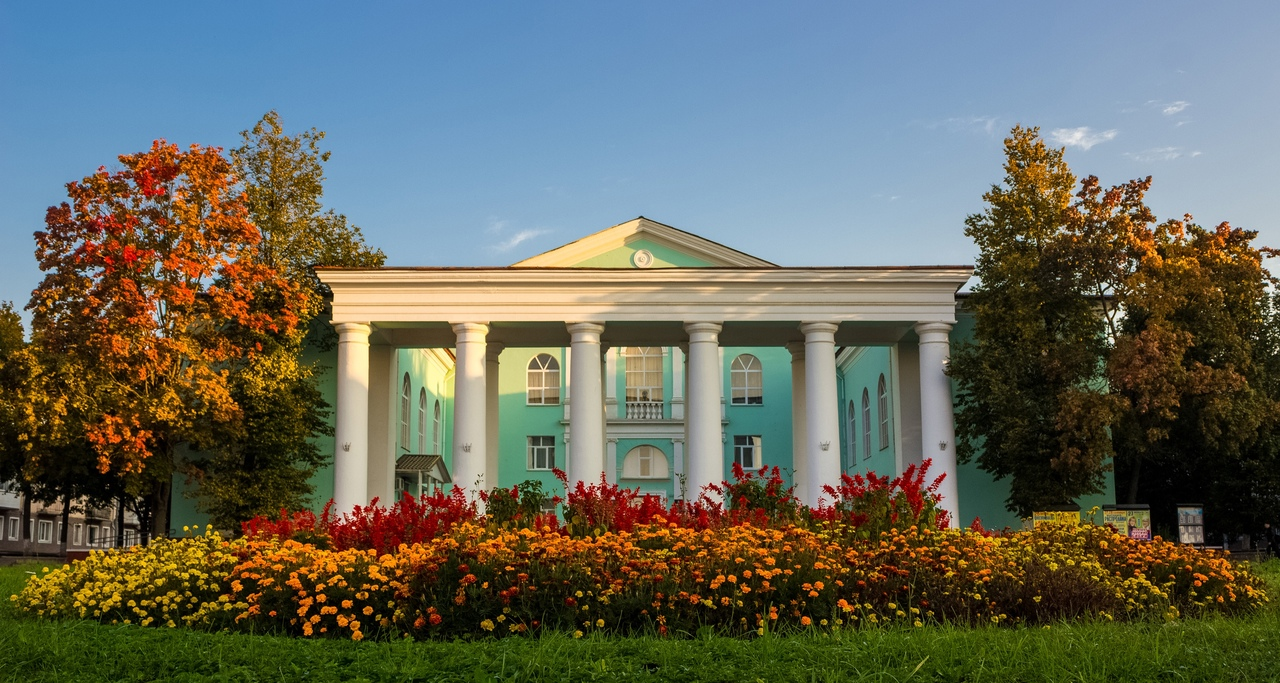
Сафоновский городской культурный центр
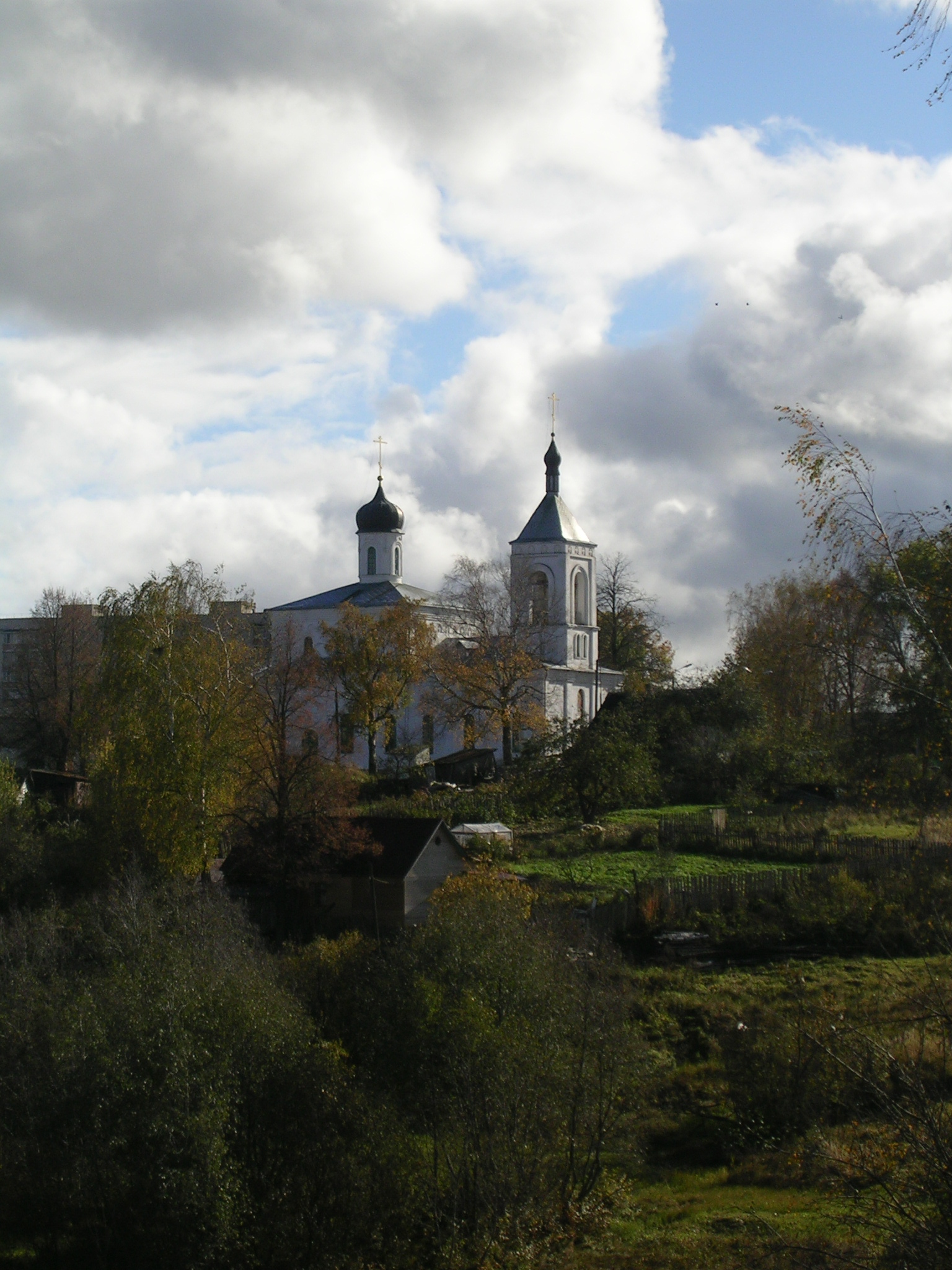
Храм святого князя Владимира
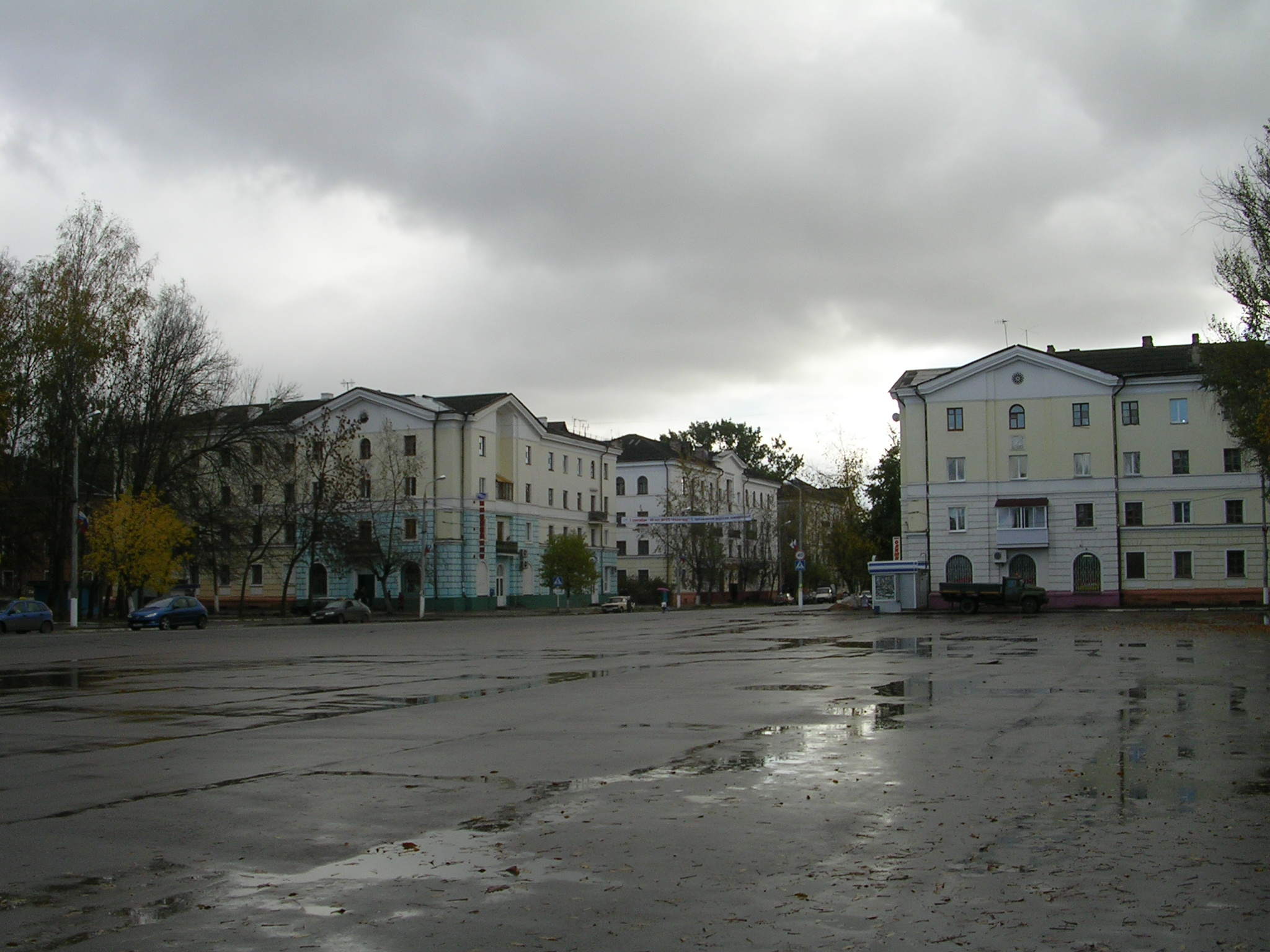
Улица Ленина
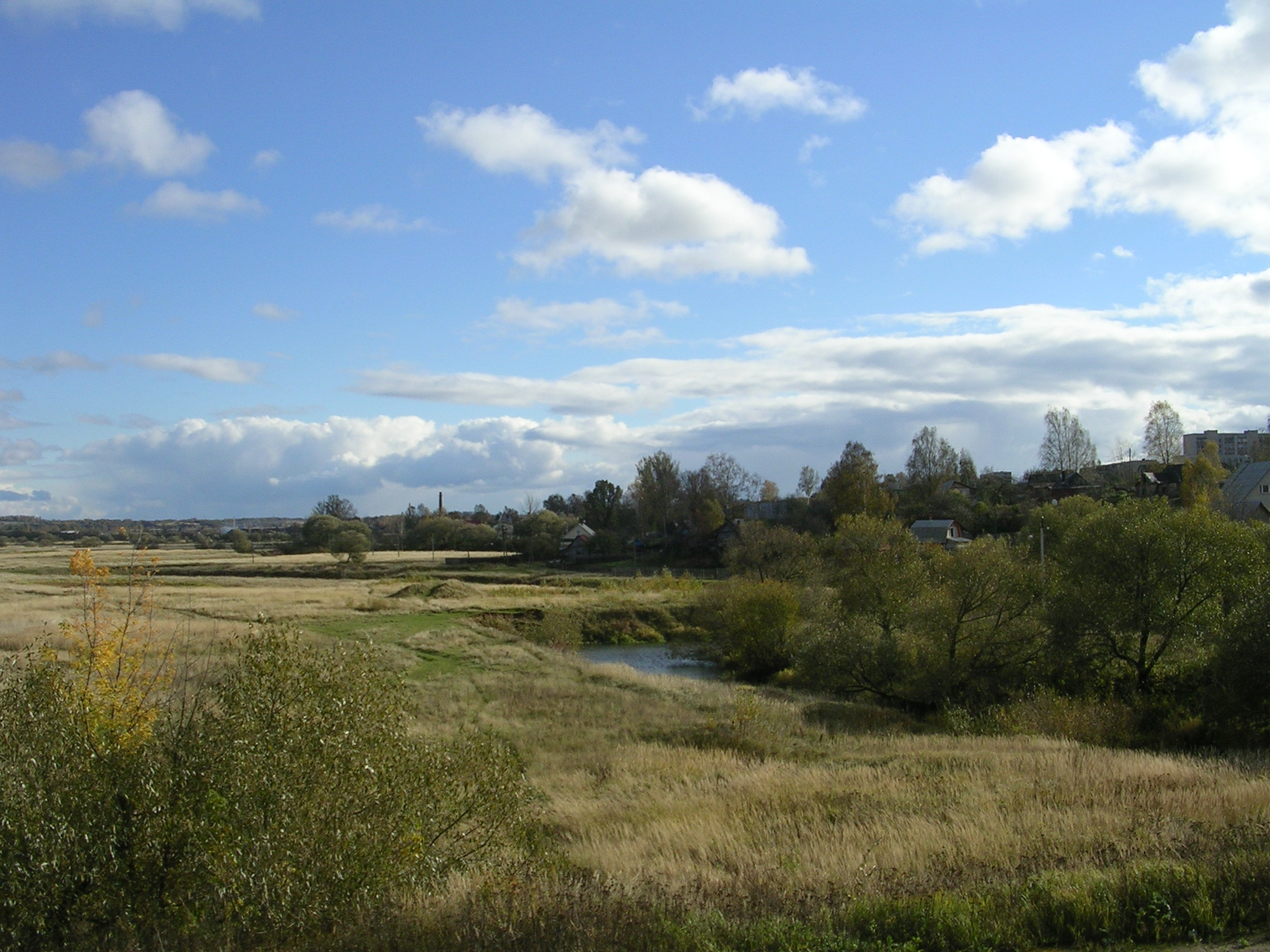
Вопец в черте города, вниз по течению
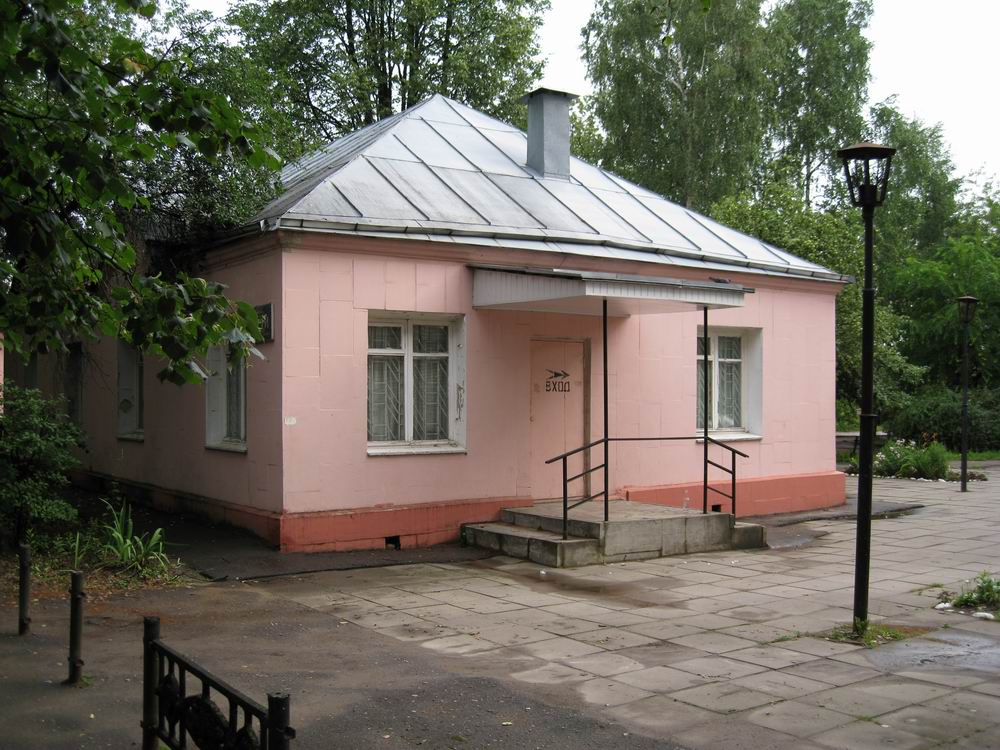
Историко-краеведческий музей
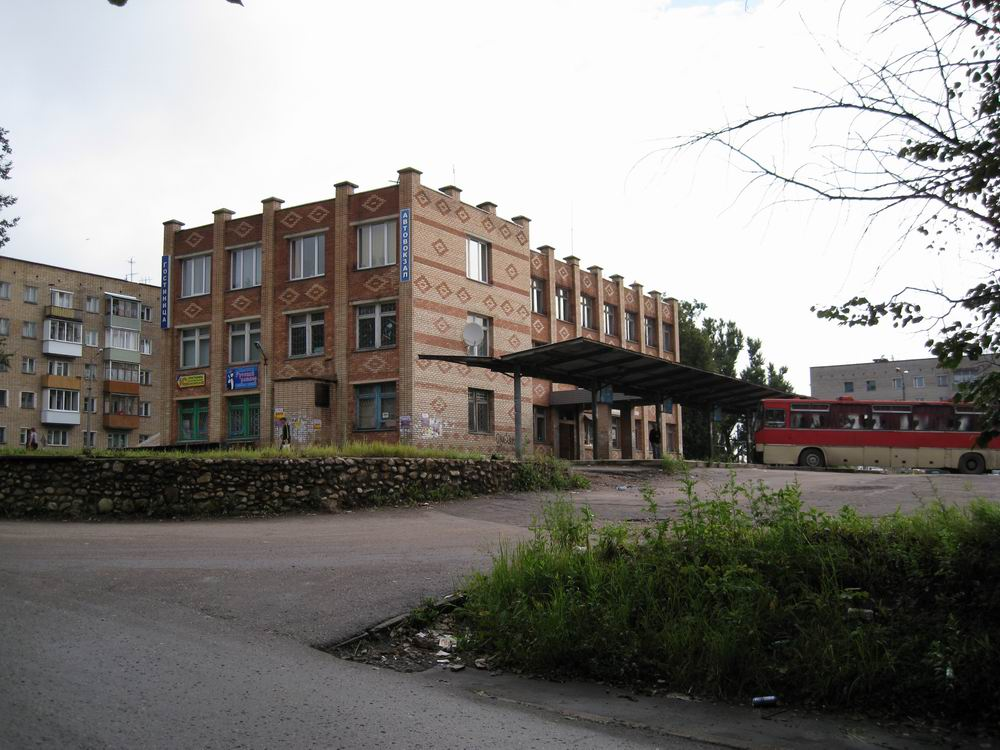
Автовокзал
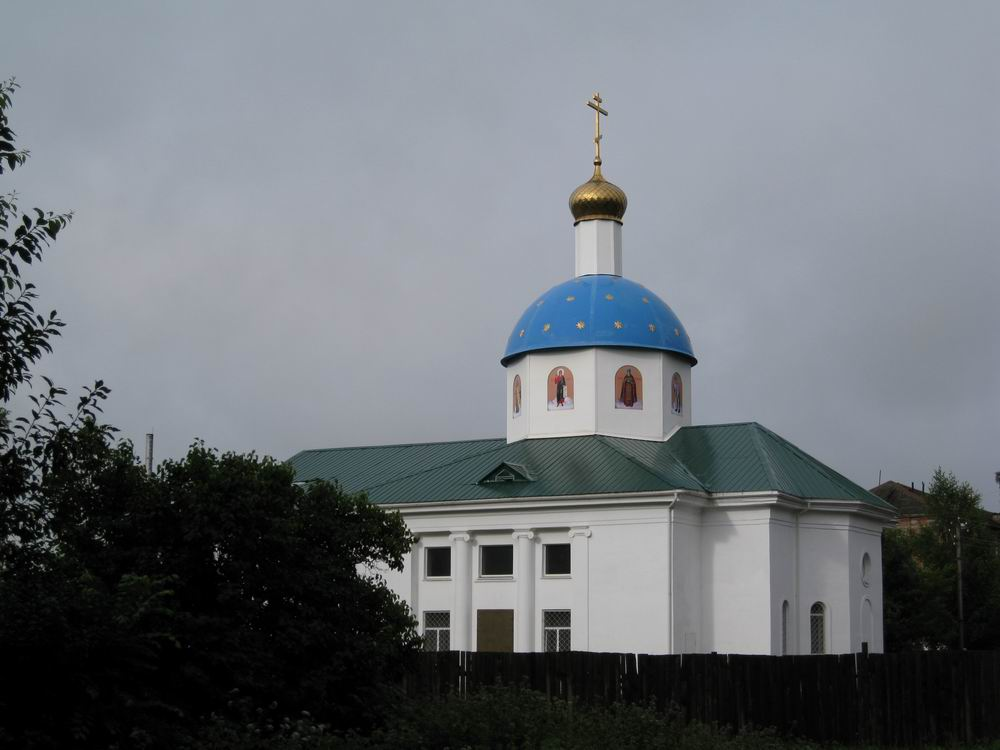
Храм рождества Христова
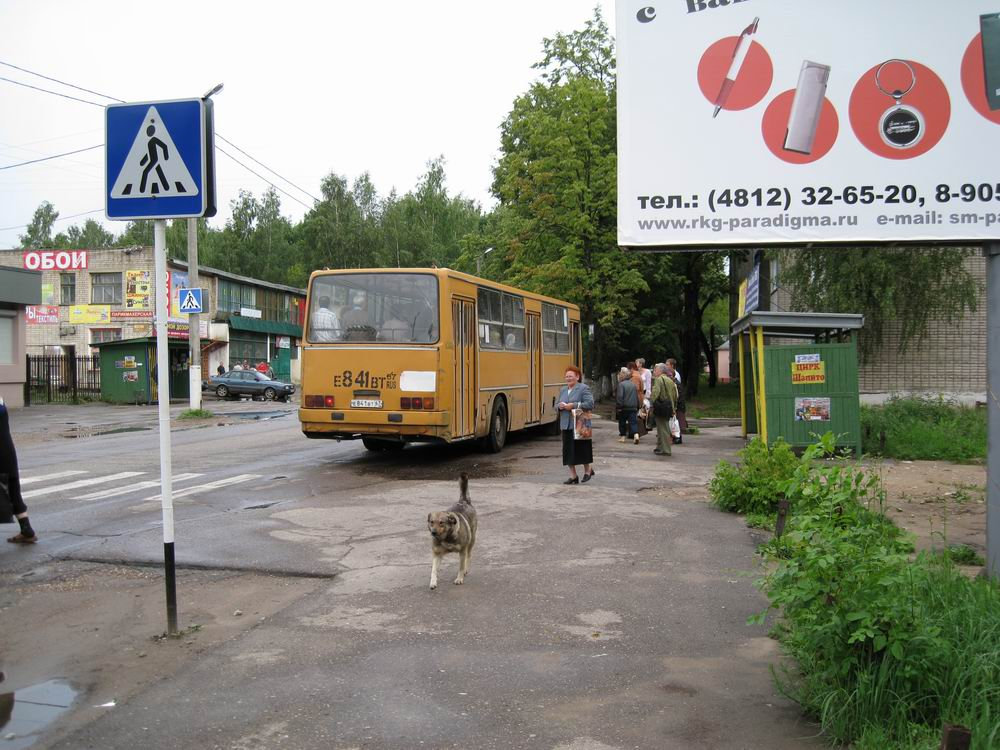
Остановка общественного транспорта на ул. Советской
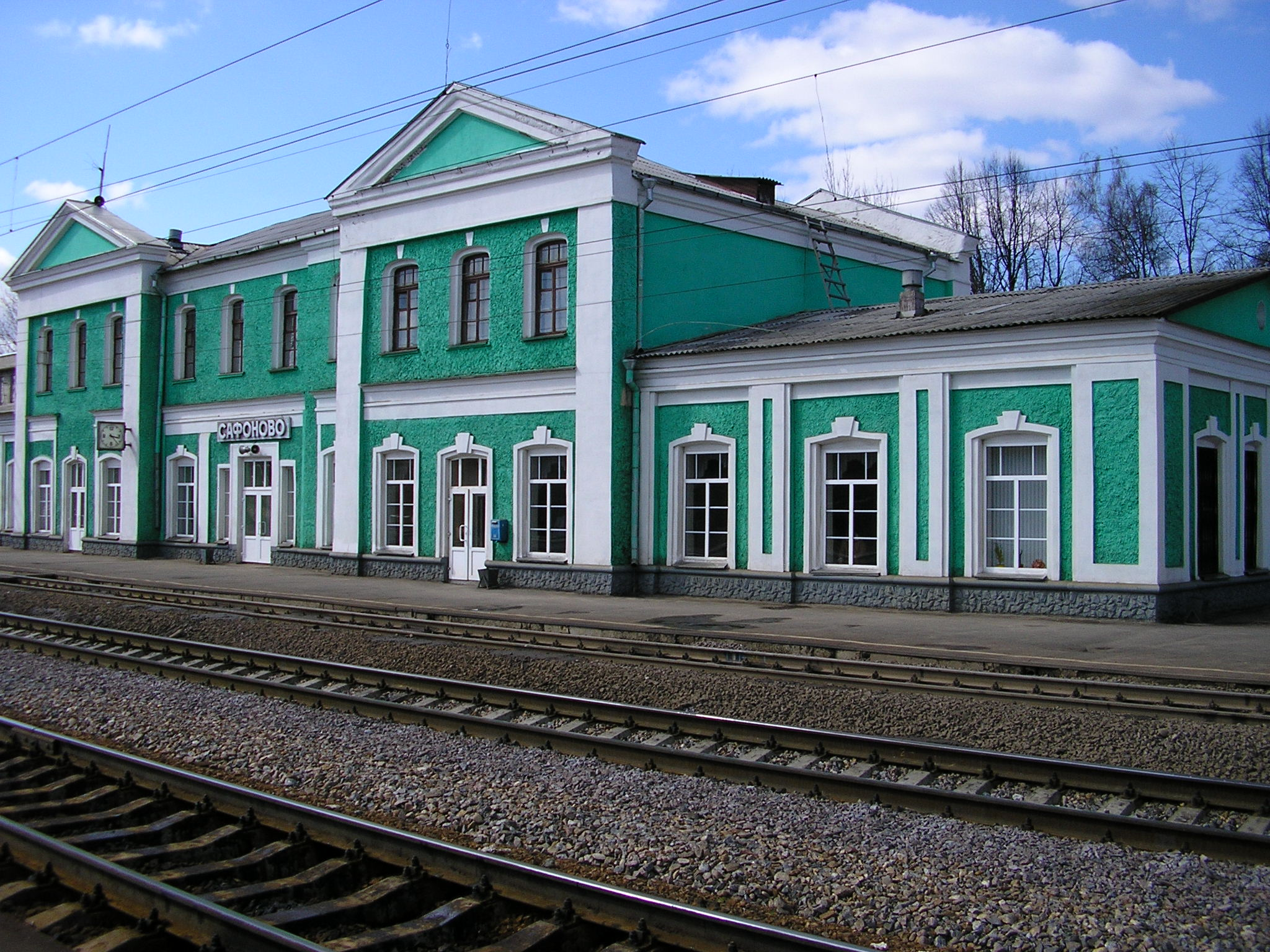
Сафоновский железнодорожный вокзал
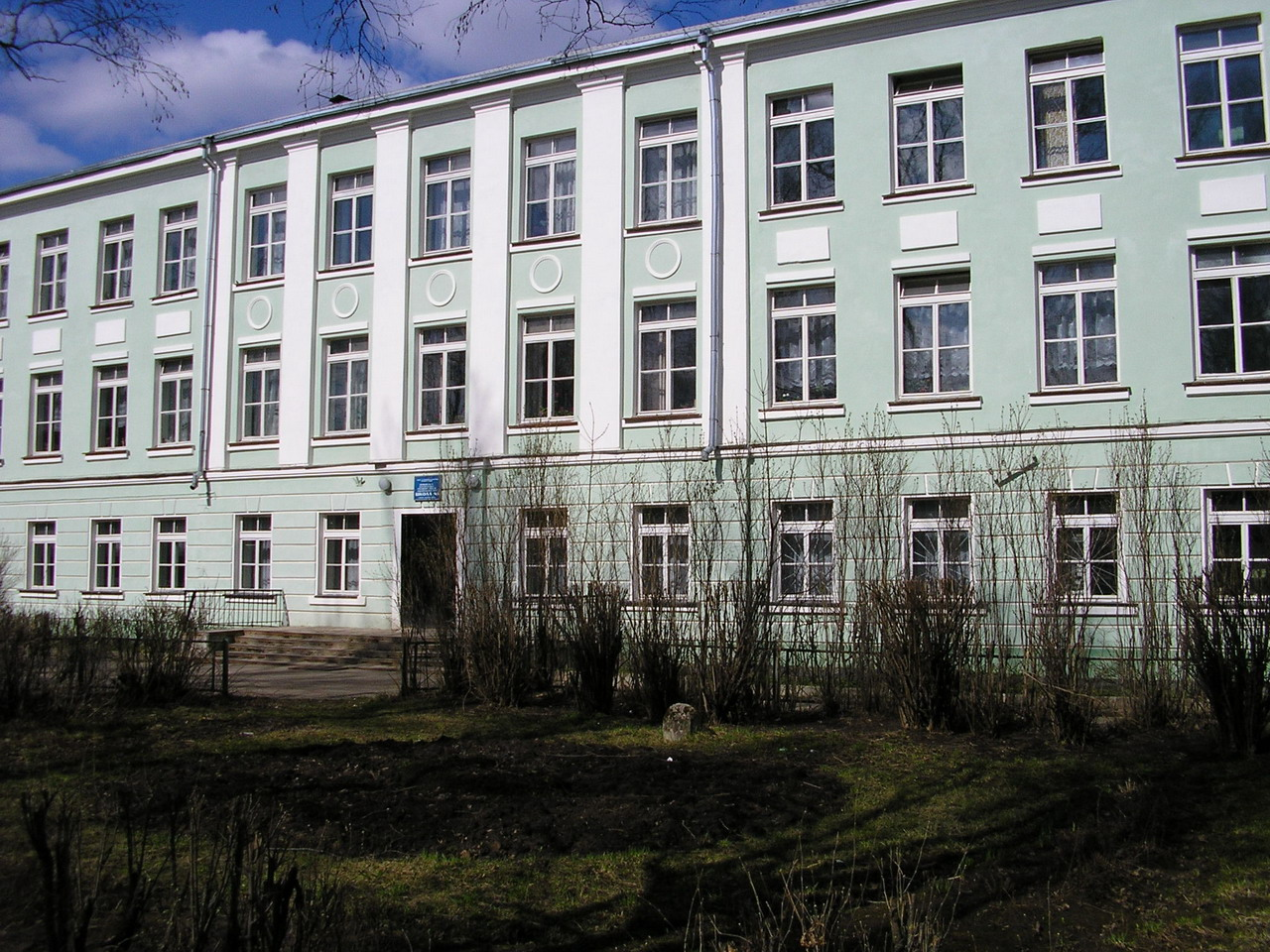
Средняя школа №1

## Городское поселение
Сафоновское городское поселение граничит:
- на северо-востоке — с Дроздовским сельским поселением
- на востоке — с Беленинским сельским поселением
- на юго-востоке — с Барановским сельским поселением
- на юго-западе — с Пушкинским сельским поселением
- на северо-западе — с Вышегорским сельским поселением

Образовано 2 декабря 2004 года.